# 군론

유명한 퍼즐인 루빅스 큐브는 순열군 개념을 이용해 해결할 수 있다.

수학에서 군론(群論, 영어: group theory)은 군에 대해 연구하는 추상대수학의 한 분야이다. 군은 추상대수학에서 중요하게 다루는 대수 구조로, 군에 특정 연산이나 공리를 추가하면 환, 체, 또는 벡터 공간이 된다. 군은 수학의 여러 분야에서 사용되며, 군론에서 사용하는 방법들은 대수학의 여러 분야에 영향을 주었다.
결정이나 수소 원자, 표준 모형에서의 세 가지 기본 상호작용과 같은 다양한 물리계를 군론에서 대칭군을 이용해 연구할 수 있다. 따라서 군론, 그리고 이와 밀접하게 연관된 표현론은 물리학과 화학, 재료과학, 공개 키 암호 방식 등의 응용 분야에서 중요하게 쓰인다.
군론은 약 19세기쯤부터 연구되었다. 20세기에는 1만 페이지 이상의 저널 논문에 걸쳐 유한 단순군의 분류에 대한 증명을 완성했는데, 이는 20세기의 가장 위대한 수학 업적 중 하나로 꼽힌다.

## 발전 배경
18세기까지 4차 방정식까지는 대수적인 풀이, 즉 근의 공식이 존재한다는 것이 알려져 있었지만(카르다노, 페라리), 5차 이상의 방정식의 근의 공식이 있는지는 밝혀지지 않고 있었다. 5차 방정식의 근의 공식이 존재하지 않는다는 것은 아벨에 의해 증명되었으나, 어떤 경우에 방정식이 대수적으로 풀어지고 어떤 경우에 방정식이 대수적으로 풀어지지 않는지를 일반적으로 연구하는 것은 극히 어려운 문제였다. 군론은 이 물음에 대한 답을 하려는 과정에서 갈루아(Galois)에 의해 도입된 접근방식이었다. 갈루아는 군론을 이용해서, 다항 방정식의 대수적 해법에 대한 일반적인 관계를 증명하였다. 갈루아 이론으로 불리는 이 이론은 수학의 여러 분야 가운데에서도 극히 아름다운 이론으로 손꼽힌다.

## 군의 종류
유한 순열군과 일반선형군, 그리고 생성원과 관계식으로 표현되는 추상군까지 다양한 종류의 군들이 연구되었다.

### 순열군
가장 먼저 체계적으로 연구된 군은 순열군이다. 임의의 집합 X와, X에서 X로 가는 전단사 함수들의 모임 G가 주어졌을 때(이때 G는 함수들의 합성에 대해 닫혀 있어야 하고 임의의 함수에 대해 역함수가 존재해야 한다.), G는 X에 작용하는 군이 된다. 만약 X가 n개의 원소로 이루어져 있고 G는 X에서 X로 가는 모든 전단사 함수들, 즉 n에 대한 모든 순열을 포함할 때, G는 대칭군이 되며 이를 Sn이라 쓴다. 일반적으로 임의의 순열군 G는 X에 대한 대칭군의 부분군이다. 케일리의 정리에 의해 모든 군은 대칭군의 부분군과 동형인데, 초창기에는 임의의 군을 자기 자신에 작용하는(즉 X=G인) 왼쪽 정칙표현으로 나타냈다.

### 일반선형군
몇몇 군은 일반선형군에 속한다. 일반선형군 G는 체 K 위에서 행렬곱과 역원에 대해 닫혀 있는 n×n 가역행렬들의 집합이다. 일반선형군은 n차원 벡터 공간 Kn에 대해 선형 변환으로서 작용한다.

### 변환군
변환군이란 어떤 공간 X에 작용했을 때 그 고유 구조를 보존하는 군이다. 순열군과 일반선형군은 변환군의 특수한 예로, 순열군의 경우 X는 집합, 일반선형군의 경우 X는 벡터 공간이다.
변환군은 미분기하학에도 적용되는데, 다양체에의 군의 작용을 위상동형사상이나 미분동형사상으로 볼 수 있다. 이때 군은 이산적일 수도, 연속적일 수도 있다.

### 추상군
군론이 발전하기 시작할 무렵, 대부분의 군은 수나 순열, 행렬 등을 통해 명시적으로 표현되는 개념이었다. 19세기 말 이후부터는 추상군이라는 개념이 자리잡았는데, 여기서 '추상'이라는 말은 동형인 두 군은 같은 군으로 여기는 것에서 나타나듯이 군의 원소의 특성은 무시한다는 의미이다. 일반적으로 추상군은 생성원과 관계식을 이용해 표현된다.
{\displaystyle G=\langle S|R\rangle .}
많은 종류의 추상군은 몫군으로부터 구성된다. 군 H가 군 G의 정규 부분군일 때, H의 잉여류들이 이루는 군을 몫군이라 하며 G/H로 쓴다. 대수적 수체가 몫군의 대표적인 예시이며, 정수론에서 주요하게 쓰인다.

### 기타 군의 종류
- 아벨 군
- 리 군
  - 로런츠 군
- 공간군
- 갈루아 군

## 같이 보기
- 군 (수학)
- 환론
- 체론
- 벡터 공간